# Popularizace umění
Jako popularizaci umění v mediálním prostoru označujeme veškerou snahu kulturních institucí, publicistických redakcí, ale i různých jednotlivců o rozsáhlé informování, zpřístupňování, kritiku a předávání smyslu a ducha umění co nejširšímu okruhu obyvatelstva.

## Způsoby popularizace umění v médiích

### Zpravodajství
Spoustu zpravodajských redakcí má svoji rubriku o umění, kde pravidelně publikují aktuální informace ze světa umění a díky tomu rozšiřují povědomí o daném tématu v celé společnosti. V článcích se věnují například prezentování nových uměleckých děl, popisují životy a tvorbu (nejen) současných umělců, nebo podávají aktuální informace o výstavách v galeriích nebo muzeích.

### Internet a sociální sítě
V mediálním prostoru se propojují práce s multimediálními nástroji a obrazem a současný mladý umělec užívá různé žánry, aby je následně spojil v jeden celek, právě v prostředí internetových stránek.
V roce 2011 představil Milan Ladyka na výstavě CUT and COPY své dílo Používateľovi Milan Ladyka sa páči ľudia, která se týká problematiky sebeprezentace na sociální síti Facebook. Autor zreplikoval profilové fotografie ze sociální sítě Facebook pomocí koláže z barevného papíru. Koláž je zjednodušením fotografie do jednoduchých tvarů. Uspořádání a výběr je buď autorský, nebo do náhodného útvaru.

### Mobilní aplikace
- Artly: naučná aplikace k zdokonalení znalostí v oblasti dějin umění[3]
- DailyArt: databáze několika tisíc uměleckých děl, ať už klasických, moderních či současných, představujících nejčastěji obrazy, ale také sochy, skulptury nebo třeba fotografie; každý den aplikace představí jiné umělecké dílo, společně s jeho popisem a informacemi o autorovi[4]
- Tajemství: mobilní aplikace, spravována Národní galerií v Praze, uživatelům nabízí nevšední interaktivní prohlídku deskových maleb z expozice středověkého umění v Anežském klášteře[5]

### Reklamy
Přestože většina umělců reklamu nepotřebuje, i takové vystavování uměleckých děl v galeriích je jakýsi způsob reklamy samotných umělců. Galerie může propagovat určitou výstavu, tím se ale snaží lidi nalákat na samotnou výstavu a ne na koupi konkrétního díla. Není možné tedy najít přímo konkrétní příklady reklamy na umění.

### Talentové soutěže
Mnoho umělců, konkrétně zpěváků a potažmo i herců, se proslavili pomocí talentových soutěží vysílaných po celém světě; dá se tedy proto říct, že i televizní talentové soutěže jsou prostředkem popularizace umění. Mezi tyto umělce patří třeba Aneta Langerová, Harry Styles, Adam Lambert, Carly Rae Jepsen a mnoho dalších.

## Kritika umění v mediálním prostoru
Na umění a především to současné koluje ve společnosti spousta různých názorů. Jedna ze stran například kritizuje nesrozumitelnost současného umění a lenost a neoriginalitu umělců.  Další z názorů ale naopak říká, že současné umění není kuriozitou, ale je jen kontinuálním pokračovatelem dění minulosti. Kritika umění ovšem není nic nového pod sluncem - mnohá díla dnes slavných umělců za jejich života nebyla přijímána velmi přívětivě (např. Vincent van Gogh, který za svého života prodal jen jeden obraz, či Franz Kafka, jenž za svého života žil v nepříjemných podmínkách a slávy se dočkal až po smrti.).

### Umělecká kritika moderní společnosti a mediálního prostoru
Čínský umělec Baudicao tvrdí, že umění by mělo reflektovat realitu a témata, na kterých záleží. Současní umělci se proto nebojí kritizovat současnou, postmoderní společnost; mezi nejčastěji kritizovaná témata pak patří rasová či genderová nerovnost, politika, globalizace atd.
V roce 2011 umělec Erik Kessles v rámci výstavy What's Next at Foam v torontské galerii vytiskl 350 tisíc momentek ze sociální sítě Flickr a naházel je na jednu velkou hroudu ve výstavní síni. Tímto dílem s názvem 24hrs in Photography kritizuje masovou produkci fotografií v současné společnosti.

## Způsoby zpřístupňování umění

### Digitalizace v kulturních institucích
Mnohé kulturní instituce zpřístupňují svůj obsah tím, že díla v jejich úschově digitalizují či umožňují virtuální prohlídky. Tyto služby poskytují instituce zájemcům s internetovým připojením zcela bezplatně. Některé instituce také poskytují v rámci virtuálních prohlídek bližší seznámení s díly, expozicemi a celkově místem.
S digitalizací galerijních sbírek velmi pomohl projekt Google Arts & Culture, který funguje od roku 2011. Ten spolupracuje s kulturními institucemi a samotnými umělci po celém světě a cílem projektu je zdigitalizovat co nejvíce uměleckých sbírek. Google Arts & Culture také úzce spolupracuje se společností Wikimedia, která rovněž zpřístupňuje svobodná umělecká díla na portále Wikimedia Commons.

## Známí popularizátoři umění
- Bob Ross
- Miloš Nesvadba
- Pavel Klusák
- Jindřich Chalupecký
- Ondřej Horák
- Jon Gnagy